# Poecilium lividum
| Abbildungen von Poecilium lividum | |
| | |
| Abb. 1: von vorn | |
| | |
| Abb. 2: von oben | Abb. 3: von unten |
| | |
| Abb. 4: Seitenansicht | Abb. 5: Kopf |
| | |
| Abb. 6: Teilansicht der Unterseite rechte Hälfte teilweise koloriert blau gerandet bzw. getönt: Fortsatz der Mittelbrust gelb gerandet bzw. getönt:Mittelhüfte | Abb. 7: Teilansicht der Flügeldecke: Die Längsstreifung ist nur ein Beleuchtungseffekt                                                                       |
| | hellblau:Ende der Schiene hellgrün: 1. Tarsenglied dunkelgrün: 2. Tarsenglied orange: 3. Tarsenglied rot: 4. Tarsenglied ocker: 5. Tarsenglied, Krallenglied |
| Abb. 8: Aufsicht auf die Hintertarsen, unten koloriert | |

Poecilium lividum (Synonym: Phymatodes lividus) ist ein Käfer aus der Familie der Bockkäfer. Das in Mitteleuropa seltene Tier kommt hauptsächlich in Südeuropa vor. Mit dem rötlichen Halsschild und den blauschwarzen Flügeldecken ähnelt er einem etwas kleinem Exemplar des  Variablen Schönbocks (Phymatodes testaceus), der in Mitteleuropa häufig zu finden ist.

## Beschreibung des Käfers
Der Körper ist  flach und länglich. Er erreicht eine Länge zwischen fünf und zehn Millimeter. Er ist behaart.
Der Kopf (Abb. 5) ist viel breiter als lang. Die Mundwerkzeuge zeigen nach vorn. Die elfgliedrigen braunen Fühler sind wie bei den meisten Bockkäfern auffallend lang (Abb. 1). Beim Männchen sind sie länger als der Körper, beim Weibchen fast so lang wie der Körper. Das zweite Fühlerglied ist nicht extrem kurz, sondern länger als breit (nicht ringförmig). Das dritte Antennenglied ist im Unterschied zum ähnlichen Phymatodes testaceus deutlich länger als das vierte (Abb. 2 und Abb. 3). Die nierenförmigen Augen umfassen die Fühlerbasis von hinten, von vorn sind Teile des Auges oberhalb und unterhalb der Fühler zu erkennen (Abb. 5). Die Ränder der beiden Augen sind auf dem Scheitel weniger weit voneinander entfernt als die Basen der Fühler.
Der Halsschild ist seitlich abgerundet und annähernd scheibenförmig, weshalb die Gattung Phymatodes auch den deutschen Namen Scheibenbock trägt. Der Halsschild ist punktiert, besitzt aber drei glatte Längsschwielen.
Die Flügeldecken verlaufen parallel und sind am Ende gemeinsam halbkreisförmig abgerundet. Sie sind schwarz mit metallischem Schimmer. Sie sind grob punktiert, die Zwischenräume zwischen den Punkten sind deutlich schmäler als die Punkte selbst (Abb. 7). Eine lang abstehende Behaarung, wie sie bei verwandten Arten vorkommt, fehlt.
Die schlanken Beine ermöglichen eine schnelle Fortbewegung. Die Gelenkhöhlen der Vorderhüften sind nach hinten offen. Die Vorderhüften stehen nahe beieinander und werden nicht von dem nach hinten zeigenden Fortsatz der Vorderbrust getrennt. Die Mittelhüften werden durch einen Fortsatz der Mittelbrust getrennt. Dieser Fortsatz (in Abb. 6 rechte Hälfte blau eingefärbt) reicht nur etwa bis zur Hälfte der Mittelhüften (in Abb. 6 rechte Hälfte gelb eingefärbt), während er bei verwandten Arten deutlich länger sein kann. Die Schenkel sind an der Basis gestielt, zur Spitze hin keulig verdickt. Die Tarsen sind scheinbar viergliedrig, das sehr kleine vierte Glied ist im Ausschnitt des gelappten dritten Tarsenglieds verborgen (Abb. 8). Das erste Glied der Hintertarsen ist nicht deutlich größer als das zweite und dritte Glied zusammen (Abb. 8). Die Klauen sind an der Basis ungezähnt.

## Biologie
Der Käfer ist dämmerungsaktiv. Die Larven entwickeln sich in toten Ästen verschiedener Laubhölzer (Eiche, Kastanie, Buche, Ulme, Weide). In Verpackungsmaterial wird der Käfer immer wieder verschleppt.  Die Larve frisst flache Gänge zwischen Rinde und Holz. Zur Verpuppung legt sie die Puppenwiege hakenförmig ins Holz eindringend an.  Das Schlupfloch ist sehr flach elliptisch. Die adulten Tiere findet man von April bis Juli. Der Lebenszyklus umfasst gewöhnlich zwei Jahre, die Entwicklung kann aber auch innerhalb eines Jahres abgeschlossen sein.

## Verbreitung
Die Art findet man in Südeuropa, der Türkei und Nordafrika. Das Verbreitungsgebiet dehnt sich nach Nordosten über Rumänien und die Ukraine bis nach Russland aus.